# Westminster (gmina w Vermont)
Westminster – gmina (town) w Stanach Zjednoczonych, w stanie Vermont, w hrabstwie Windham.